# Западное побережье США

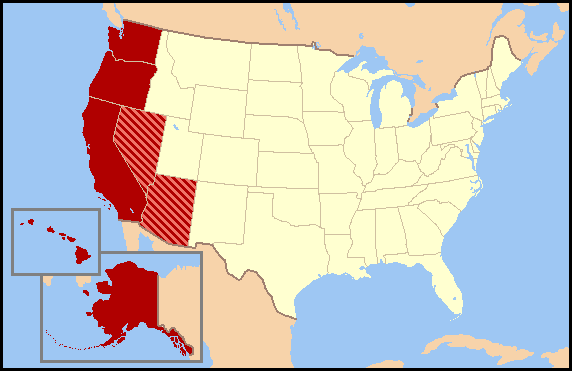
Тёмно-красным цветом указаны штаты Западного побережья США. Красным в полосочку цветом обозначены Невада и Аризона, которые считаются частью Западного Побережья, но при этом не имеют выхода к морю

За́падное побере́жье США (англ. West Coast of the United States) или побере́жье Ти́хого океа́на — название прибрежных штатов западной территории Соединённых Штатов. В основном, это относится к штатам Калифорния, Орегон (орегонское побережье) и Вашингтон. Также термин относится к области Каскадных гор, Сьерры-Невады, пустыне Мохаве и части Тихого океана.
Аляска и Гавайи омываются Тихим океаном и находятся на западе страны, но не могут быть включены в Западное побережье, так как не имеют границ с континентальной частью США. Невада и Аризона рассматриваются как часть Западного побережья из-за большого культурного влияния последнего, но не являются его частью, поскольку не граничат с Тихим океаном.

## Население
По данным переписи населения США 2010 года, численность населения в Тихоокеанском регионе составила около 47,8 миллионов человек (56,9 миллионов, если учитывать Неваду и Аризону) — около 15,3 % (18,2 %, если учитывать Неваду и Аризону) от всего населения США.

### Крупнейшие города
Крупнейшие города и городские районы на Западном побережье (с севера на юг):
- Агломерация: Эверетт, Сиэтл, Белвью, Такома, Спокан
- Область залива Сан-Франциско: Сан-Франциско, Окленд, Сан-Хосе, Фресно
- Большой Лос-Анджелес: Лос-Анджелес, Лонг-Бич, Сан-Бернардино, Риверсайд
- Сан-Диего
- Финикс
- Портленд
- Рино
- Сакраменто
- Бейкерсфилд
- Лас-Вегас

## История
История западного побережья начинается с прибытия самых ранних известных нам людей Америки, палеоиндейцев. Они прибыли из Евразии в Северную Америку преодолев Берингов пролив через перешеек, Берингия, который существовал между 45000 и 12000 годами до н.э. (47000 — 14000 лет назад).